# 臺中縣地方派系
臺中縣地方派系是位於原臺中縣（現臺中市）的地方派系。主要有台中黑派與台中紅派，兩個派系在縣市合併之前互相輪流當臺中縣縣長、臺中縣議會議長。如果紅派當縣長，則黑派當議長；反之亦然，台中縣的地方自治呈現「紅黑共治」。兩派多為泛藍陣營，依靠國民黨恩庇侍從主義而出現。
台中縣市合併後，一直到第四屆台中市議會，正副議長仍分別由紅黑兩派擔任。

## 歷史
1951年第一屆台中縣縣長選舉時，臺灣省臨時省議會第一屆議員陳水潭與林鶴年二人在首輪投票中分別約得到7萬、6萬票，因無人過半而須進行二輪選舉。競選期間兩人爭鬥激烈，林鶴年之宣傳海報、文宣皆為紅色、而陳水潭之宣傳海報、文宣皆為黑色。此為台中紅派與台中黑派的由來。最後由紅派的林鶴年當選首屆台中縣縣長。
到了1954年第二屆台中縣縣長選舉，黑派的陳水潭同額競選當選。此後，台中縣便由紅黑兩派輪流執政，而縣長及議長也分別由不同派系人士擔任。1972年第七屆台中縣縣長選舉時，紅黑兩派正式達成共識，由雙方輪流執政，並推出雙方皆可接受之人選。
除紅黑兩派以外，楊派、民進黨等勢力在1980年代崛起。楊天生獲國民黨提名參選國民大會代表，以工業團體代表當選。他在政壇中廣結良緣，逐漸形成紅、黑兩派以外的第三勢力。民主進步黨在1986年成立後於台中縣設立黨部，開始發展自身勢力。
紅黑兩派輪流執政的慣例於1989年被打破，彼時紅派廖了以當選縣長，正副議長選舉卻也由紅派人士拿下。1993年廖了以連任，黑派與民進黨及楊派合作奪回正副議長失敗。在這兩次縣長選舉中，民進黨推派的楊嘉猷皆獲部分黑派支持及資金贊助。種種因素使兩派逐漸對立。
1997年第十三屆台中縣縣長選舉，兩派分裂。國民黨報准黑派郭榮振、紅派徐中雄參選，而紅派劉銓忠脫黨參選，而徐中雄獲廖了以支持。最後導致民主進步黨的廖永來當選。臺中縣議會仍由紅黑兩派囊括絕對多數席次，故正副議長選舉中，紅黑兩派再次合作，最終由黑派顏清標、紅派張清堂二人當選正、副議長。雙方轉為「紅黑共治」而非輪流執政。
2001年，國民黨提名黑派黃仲生參選第十四屆台中縣縣長選舉。此次選舉，紅黑兩派合作，順利擊敗欲連任的廖永來。黃仲生當選後，任命紅派的陳茂淵為副縣長。而臺中縣議會正副議長選舉中，紅派張清堂當選議長、黑派陳芳隆當選副議長。至此，「紅黑共治」正式確立。
紅黑共治之慣例一直延續至台中縣市合併，但自顏清標後黑派勢力衰退，再無黑派擔任議長。而在第一屆台中市議會中，原屬縣區的議員組成次級團體，吸納原市區議員加入。但雙方後因預算、理念問題決裂。而時任台中市市長胡志強因非屬縣區派系，在市議會中和縣區議員因預算問題出現衝突。

## 紅派
台中紅派的創始人為林鶴年。
- 紅派：林派（霧峰林家）
  - 掌門人：林鶴年（創派：林獻堂的姪子）→蔡鴻文（台灣省議長）→劉松藩（立法院院長）→廖了以（總統府秘書長）→江啟臣（現任立法院副院長、前中國國民黨主席）
  - 縣長：林鶴年（第1、3、5屆）、陳孟鈴（第7、8屆）、廖了以（第11、12屆）、鄭照新（現任台中市副市長）
  - 劉家：
    - 第一代：劉雲騰（父）
    - 第二代：劉松藩（以其為角度）、劉松齡（弟）
    - 第三代：劉德成（姪子）、劉銓忠（姪子）、楊永昌（劉銓忠妻弟）

  - 廖家：
    - 第一代：廖西東（祖父）
    - 第二代：廖忠雄（父親）
    - 第三代：廖了以（以其為角度）

  - 張家：
    - 第一代：張清堂、張清照

  - 其他：林耀興、徐中雄（廖了以外甥）、楊瓊瓔、林敏霖、張清堂、張瀞分

## 黑派
- 黑派：陳派
  - 掌門人：陳水潭（創派：夫；第2屆縣長）、陳林雪霞（妻）
  - 縣長：廖五湖（第2屆）、何金生（第4屆）、王子癸（第6屆）、陳庚金（第9、10屆）、黃仲生（第14、15屆）
  - 李家：李卿雲（父）、李子駸（子）
  - 與楊派主和：陳川、付雲鵬
  - 與楊派主分：林克謨、陳傑儒
  - 顏家：
    - 第一代：顏清標
    - 第二代：顏寬恆、顏莉敏

  - 其他：郭榮振、顏清標、林士昌、紀國棟、張文儀、江連福、張壯熙 蘇秀姃

## 其他
- 楊派：
  - 掌門人：楊天生（創派）
  - 第一代：楊天發（兄）、楊天生（以其為角度）
  - 第二代：楊文欣（子）、楊文廣（朝陽科大副校長）
  - 其他：郭政權、傅雲海、朱麗玲
- 民進黨：[6]
  - 新潮流：利錦祥、簡肇棟、邱太三
  - 美麗島系：林豐喜